# Michel Pageaud
Michel Pageaud est un footballeur français, né le 30 août 1966 à Luçon.

## Biographie
En 1983, il fait partie de l'équipe de France juniors B1 aux côtés d'Alain Roche et Christophe Galtier. 
Il est Gardien de but à Angers, à Valenciennes et au club écossais du Dundee FC. 
Il est entraîneur du club de Marly-lez-Valenciennes avant de signer au VAM (Villeneuve D'Ascq Métropole), puis au SAFC Saint Amand les Eaux.

## Carrière de joueur
- 1980-1982 :  Avenir Maritime Laleu-Lapalice
- 1982-1990 :  SCO Angers
- 1990-1993 :  US Valenciennes Anzin
- 1993-1996 :  Dundee FC
- 1996-1999 :  Valenciennes FC[2]

## Palmarès
- Champion de CFA 1998 avec Valenciennes FC